# Iodato de potássio
Iodato de potássio (KIO3) é um composto químico. É algumas vezes usado em tratamento radioterápico, visto que pode substituir iodo radioativo da tireóide. Ver iodeto de potássio para mais informação sobre este uso.
Como o bromato de potássio, o iodato de potássio é ocasionalmente usado como agente de maturação em padarias.
O iodato de potássio é um agente oxidante e como tal pode causar fogo se em contato com materiais combustíveis ou agente redutores. Pode ser preparado por reação de uma base contendo potássio tal como o hidróxido de potássio com o ácido iódico, por exemplo:
HIO3 + KOH → KIO3 + H2O
Ele também pode ser preparado por adição de iodo em uma solução concentrada e quente de hidróxido de potássio.
3 I2 + 6 KOH → KIO3 + 5 KI + 3 H2O
Condições e substâncias a se evitar incluem: calor, choque, fricção, materiais combustíveis, materiais redutores, alumínio, compostos orgânicos, carbono, peróxido de hidrogênio e sulfetos.

## Uso
O iodato de potássio é usado para a iodação de sal de cozinha, porque o iodeto pode ser oxidado a iodo sob condições de umidade pelo oxigênio. Para prevenir isto, companhias dos EUA adicionam tiossulfatos ou outros antioxidantes ao iodeto de potássio, enquanto em alguns outros países o iodato de potássio é usado como fonte para o iodo.
É utilizado como um oxidante em volumetria, em especial na padronização de soluções de tiossulfato de sódio, com base na seguinte reação seguinte reação:
IO3- + 5 I- + 6 H+ → 3 I2 +3 H2O
É utilizado também como um antisséptico tópico.